# Megpoid

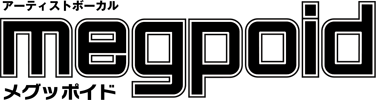
ロゴ

Megpoid（メグッポイド）は、株式会社インターネットより発売されている音楽製作用のボーカル音源、およびテキスト読み上げソフトの音源名である。各製品では、声優・歌手の中島愛の声を録音し作成された音声ライブラリが収録されている。各種ソフトウェア上で中島の声をもとにした歌声、話し声を合成することが出来る。Megpoidの最初の製品である「VOCALOID2」エンジン対応音源「VOCALOID2 Megpoid」が2009年6月26日に発売されて以降、複数の音源が販売されている。CRUSHER-Pによるソロ曲「ECHO」はYouTubeで一億再生を超える。

## 製品

### VOCALOIDシリーズの製品
VOCALOIDシリーズ はヤマハの開発した歌声合成技術である。
VOCALOID2,3,4,6でリリースされている。
対応エンジンのバージョン、声質の違いにより、2023年11月までに計18種類の音声ライブラリ（VOCALOID4版製品の「Power」「Whisper」「Adult」「Sweet」「Native」のそれぞれには2種の音源が収録されている。）が発売されている。VOCALOID4版までの各種ボーカル音源の推奨テンポは60〜175BPM、推奨音域はF2-A4である。（VOCALOID6版では、推奨テンポ、推奨音域の設定はない。）

#### VOCALOID2 Megpoid
「VOCALOID2 Megpoid」は2009年6月26日に発売されたVOCALOID2に対応したボーカル音源のライブラリ。同社製のVOCALOID製品がくっぽいどと同様、あえて人間らしくなるように調整しており、中島愛の声の特徴を残すよう開発が行われた。サンプル曲に中島の曲を使用する、初回特典として中島のブロマイドを同梱するなど中島のファンを意識した製品となっている。VOCALOID2版発売当初の反応は良いものではなかったが、初心者にも親しみやすく汎用性の高い声質や、使用感の良さにより徐々にユーザーの支持を集めた。

#### VOCALOID3 Megpoid シリーズ
2011年10月21日には、「VOCALOID3 Megpoid」と称し「Power」「Whisper」「Adult」「Sweet」の4種類の「VOCALOID3」エンジン対応音源ライブラリが発売された。これら4種類のライブラリは個別のパッケージに加え、4種類すべてを同梱した「VOCALOID3 Megpoid Complete」も発売されている。個々のライブラリ版とCompkete版製品のそれぞれに「VOCALOID3 Editor」を同梱したスターターパック版も発売されている。元々は声のバリエーションを増やすために企画されたもので、当初は「extend」と称しVOCALOID2用の製品として開発が進められていたが、バージョンアップ版のVOCALOID3のリリースとタイミングが合ったことから、開発をやり直しVOCALOID3用の製品としての発売となった。VOCALOID2版の声質については、VOCALOID2版向けに採られた録音を使用して作られたVOCALOID3用ライブラリ「Megpoid Native」が2012年3月16日に発売された。2013年2月28日には英語用のVOCALOID3ライブラリ「Megpoid ENGLISH」が発売された。
| ライブラリ名                  | 発売日         | 解説 | 脚注   |
| ----------------------------- | -------------- | --- | ------ |
| 「VOCALOID3 Megpoid Power」   | 2011年10月21日 | 中島の「迫力ある声質」の部分を元に制作され、「アタックが強く、はっきりとした迫力ある」歌声を作成できることが特徴。 | [ 8 ]  |
| 「VOCALOID3 Megpoid Adult」   | 2011年10月21日 | 中島の「太く大人っぽい声質」の部分を元に制作され、「感情を抑えたような太く大人っぽい」歌声を作成できることが特徴。 | [ 8 ]  |
| 「VOCALOID3 Megpoid Sweet」   | 2011年10月21日 | 中島の「子どもっぽい甘い声質」の部分を元に制作され、「キュートでかわいい」歌声を作成できることが特徴。             | [ 8 ]  |
| 「VOCALOID3 Megpoid Whisper」 | 2011年10月21日 | 中島の「やさしい声質」の部分を元に制作され、「吐息成分が多いやさしくささやくような」を作成できることが特徴。       | [ 8 ]  |
| 「VOCALOID3 Megpoid Native」  | 2012年3月16日  | VOCALOID2版向けに採られた録音を使用して作られた、VOCALOID2版音源の雰囲気や特徴を再現している音源である。           | [ 9 ]  |
| 「VOCALOID3 Megpoid ENGLISH」 | 2013年2月28日  | クリアな発音で英語の歌声を合成できることが特徴の英語用の音源。                                                     | [ 10 ] |

#### VOCALOID4 Megpoid シリーズ
2015年11月5日に、「Power」「Whisper」「Adult」「Sweet」「Native」のライブラリをVOCALOID4に対応させた、「VOCALOID4 Megpoid V4」シリーズが発売した。それぞれのパッケージには2種のライブラリが収録されており、その片方はVOCALOID3版をリファインしたもので、もう片方は新録された音源となっている。5種類すべてのパッケージを同梱した「Megpoid V4 Complete」も発売されている。5つのパッケージとComplete版のそれぞれに対し、「VOCALOID4 Editor」を同梱したスターターパック版も発売されている。VOCALOID4そのもののクロスシンセシス機能により、各ライブラリのうち2種類を組み合わせることができる。
| ライブラリパッケージ名        | 収録ライブラリ名                                  | 発売日        | 解説 | 脚注   |
| 「VOCALOID4 Megpoid Power」   | 「Megpoid V4 Power」 「Megpoid V4 PowerFat」      | 2015年11月5日 | 中島の「迫力ある声」の部分を元に制作された音源。VOCALOID3版をリファインした「Megpoid V4 Power」とPower感は残しつつ、ダークで太い声質の「Megpoid V4 PowerFat」が収録されている。     | [ 11 ] |
| 「VOCALOID4 Megpoid Adult」   | 「Megpoid V4 Adult」 「Megpoid V4 MellowAdult」   | 2015年11月5日 | 中島の「太く大人っぽい声質」の部分を元に制作された音源。VOCALOID3版をリファインした「Megpoid V4 Adult」とアダルトなメロウボイスの「Megpoid V4 MellowAdult」が収録されている。       | [ 11 ] |
| 「VOCALOID4 Megpoid Sweet」   | 「Megpoid V4 Sweet」 「Megpoid V4 NaturalSweet」  | 2015年11月5日 | 中島の「子どもっぽい甘い声質」の部分を元に制作された音源。VOCALOID3版をリファインした「Megpoid V4 Sweet」とよりナチュラルな声質の「Megpoid V4 NaturalSweet」が収録されている。      | [ 11 ] |
| 「VOCALOID4 Megpoid Whisper」 | 「Megpoid V4 Whisper」 「Megpoid V4 SoftWhisper」 | 2015年11月5日 | 中島の「やさしい声質」の部分を元に制作された音源。VOCALOID3版をリファインした「Megpoid V4 Whisper」と息の成分のより少ないソフトな声質の「Megpoid V4 SoftWhisper」が収録されている。 | [ 11 ] |
| 「VOCALOID4 Megpoid Native」  | 「Megpoid V4 Native」 「Megpoid V4 NativeFat」    | 2015年11月5日 | 中島の「基本的な声」を元に制作された。VOCALOID3版をリファインした「Megpoid V4 Native」とより太い声質の「Megpoid V4 NativeFat」が収録されている。                                    | [ 11 ] |

#### VOCALOID6 AI Megpoid
2022年10月13日に、同日リリースのVOCALOID6のAI技術に最適化させたライブラリ「Voicebank AI Megpoid」とこれに「VOCALOID6 エディタ」を同梱したスターターパック版が発売された。
| ライブラリパッケージ名         | 発売日         | 解説                                                                                     | 脚注 |
| ------------------------------ | -------------- | ---------------------------------------------------------------------------------------- | ---- |
| 「VOCALOID6 AI Megpoid」       | 2022年10月13日 | ナチュラルな表現で、これまでにない自由な歌声を実現している。また、英語・中国語にも対応。 |      |
| 「VOCALOID6 AI Megpoid SOLID」 | 2024年7月4日   | ナチュラルな声質かつアタック感のある、よりソリッドな歌声が特徴。                         |      |

### Synthesizer V AI Megpoid
2023年12月20日には、Dreamtonicsが開発する歌唱用ソフト「Synthesizer V AI Megpoid」が発売。Synthesizer V Studio Proでは、日本語、英語、中国語、広東語での歌唱が可能であり、Ballade 、Cute、Soft、Vividのボーカルスタイル4種類を実装している。

### Megpoid Talk
2014年1月16日には、文章読み上げ用ソフト「Megpoid Talk」が発売された。音声合成エンジンには株式会社アニモが開発した、FineSpeech Ver 3が採用されており、音声合成の方式にはコーパスベース音声合成を用いている。ため息、くしゃみ、あくびなど60種類の非言語音声の入力機能、マイク入力や音声ファイルの情報から話し声を合成できる機能、VOCALOIDと共通のVSQXファイルに書き出す機能が特徴的である。

### A.I.VOICE GUMI
A.I.VOICEは、エーアイ開発のAITalkを音声合成エンジンとしている読み上げ用音声合成ソフト。
2022年9月16日には、AITalk 5.0を搭載した文章読み上げ用ソフト「A.I.VOICE GUMI」が発売。2024年6月7日には、DNN音声合成方式の品質を向上させたAITalk6を搭載したA.I.VOICE 2によるメジャーバージョンアップ版「A.I. VOICE 2 GUMI」が発売された。A.I.VOICE版、A.I.VOICE 2版ともに感情スタイル3種（喜び、怒り、悲しみ）が実装されている。

## GUMI
GUMI（グミ）は各種製品のパッケージに描かれている同ソフトのイメージキャラクター。名前は中島が付けたもので、中島自身の子供の頃のあだ名が元になっている。Megpoid初代製品発売日である6月26日を公式にGUMIの誕生日として定めている。
デザインを担当したのは漫画家のゆうきまさみで、ゆうきがVOCALOID好きとして知られていたことから依頼された。二次創作のしやすさを意識してデザインされているという。腰のベルトにはヤマハの電子楽器「TENORI-ON」（テノリオン）をイメージしたデザインが取り入れられている。「A.I.VOICE」「VOCALOID6」からはゆうきのデザインを元にイラストレーターの「のう」がパッケージイラストを手がけている。
インターネット社では、キャラクターについて「キャラクター使用に関するガイドライン」を定めており、これに反しなければキャラクターを用いた二次創作作品の非商用での公開、配布が許諾されている。ニワンゴが運営するニコニ・コモンズやクリプトン・フューチャー・メディアの運営する「ピアプロ」への二次創作作品の投稿も可能。インターネット社のVOCALOIDキャラクターをカラオケ映像に使用する場合、二次創作作品を含めイラストレーターや動画製作者等本人の許諾が取れてさえいれば無料で公開が許諾されている。

## メディアミックス

### 主な音楽CD
Megpoidが曲に使用されていることが明記された主なCD。
| タイトル                                    | アーティスト                                                               | レーベル                                 | 発売日         |
| ------------------------------------------- | -------------------------------------------------------------------------- | ---------------------------------------- | -------------- |
| ボーカロイドは終末鳥の夢を見るか?           | sasakure.UK                                                                | JOINT RECORDS                            | 2010年3月3日   |
| 愛迷エレジー                                | DECO*27                                                                    | UMAA                                     | 2010年12月15日 |
| 悪ノ王国 〜Evils Kingdom〜                  | mothy_悪ノP feat.鏡音リン、鏡音レン                                        | EXIT TUNES                               | 2010年12月22日 |
| Vocalonexus                                 | オムニバス                                                                 | EXIT TUNES                               | 2011年1月19日  |
| GUMism                                      | オムニバス                                                                 | EXIT TUNES                               | 2011年3月16日  |
| DJ Lily Presents SUPER VOCALOID             | オムニバス                                                                 | avex tune                                | 2011年4月27日  |
| VOCALOID BEST from ニコニコ動画（あか）     | オムニバス                                                                 | ソニー・ミュージックダイレクト           | 2011年6月22日  |
| VOCALOID BEST from ニコニコ動画（あお）     | オムニバス                                                                 | ドワンゴ・ミュージックエンタテインメント | 2011年6月22日  |
| ハートフルシーケンス                        | EasyPop                                                                    | ドワンゴ・ミュージックエンタテインメント | 2011年6月22日  |
| 祭囃子                                      | buzzG feat.GUMI×VOCALISTS                                                  | ビクターエンタテインメント               | 2011年6月29日  |
| Vocalonation                                | オムニバス                                                                 | EXIT TUNES                               | 2011年7月6日   |
| 小さな自分と大きな世界                      | 40mP feat.初音ミク                                                         | EXIT TUNES                               | 2011年7月20日  |
| GUMitive                                    | オムニバス                                                                 | EXIT TUNES                               | 2011年9月7日   |
| THE VOCALOID produced by Yamaha             | オムニバス                                                                 | VOCALOID RECORDS                         | 2011年9月14日  |
| THE BEST OF Dios/シグナルP                  | Dios/シグナルP feat. 鏡音リン・鏡音レン ・GUMI・ 初音ミク・巡音ルカ・KAITO | EXIT TUNES                               | 2011年9月21日  |
| universe                                    | オムニバス                                                                 | BinaryMixx Records                       | 2011年10月5日  |
| Vocalocluster                               | オムニバス                                                                 | EXIT TUNES                               | 2011年10月19日 |
| GOSSIP CATS                                 | OSTER"BIG BAND"project                                                     | BALLOOM                                  | 2011年10月19日 |
| Glorious World                              | 蝶々P feat. 初音ミク                                                       | EXIT TUNES                               | 2011年11月2日  |
| V love 25〜Aperios〜                        | オムニバス                                                                 | BinaryMixx Records                       | 2011年11月16日 |
| VOCAROCK collection 3                       | オムニバス                                                                 | FARM RECORDS                             | 2011年12月7日  |
| GUMish                                      | オムニバス                                                                 | EXIT TUNES                               | 2011年12月21日 |
| THE BEST OF otetsu                          | otetsu feat. 巡音ルカ・神威がくぽ・初音ミク・GUMI                          | EXIT TUNES                               | 2012年1月11日  |
| VOCALO APPEND                               | オムニバス                                                                 | FARM RECORDS                             | 2012年1月11日  |
| Vocalodream                                 | オムニバス                                                                 | EXIT TUNES                               | 2012年1月18日  |
| OSTERさんのベスト                           | OSTER project feat.初音ミク                                                | dmARTS                                   | 2012年1月18日  |
| センセーショナル大革命                      | YM feat.GUMI                                                               | EXIT TUNES                               | 2012年2月15日  |
| THEORY                                      | 164 feat.GUMI                                                              | EXIT TUNES                               | 2012年3月7日   |
| 5150                                        | ダルビッシュP                                                              | ビクターエンタテインメント               | 2012年3月7日   |
| Happy Party☆彡 - VOCALOID™3 Megpoid(GUMI) - | オムニバス                                                                 | VOCALOID RECORDS                         | 2012年3月14日  |
| V Love 25 〜Brave Heart〜                   | オムニバス                                                                 | BinaryMixx Records                       | 2012年3月14日  |
| 花楽里漫葉集                                | オムニバス                                                                 | HPQ                                      | 2012年4月25日  |
| 坊歌ろいど 〜火の巻〜                       | オムニバス                                                                 | U-Rythmix records                        | 2012年4月27日  |
| 世迷言ユニバース                            | ゆうゆ                                                                     | 日本クラウン                             | 2012年5月23日  |
| V love 25〜cantabile〜                      | オムニバス                                                                 | BinaryMixx Records                       | 2012年6月13日  |
| from Neverland 〜Best of Nem〜              | Nem feat. 初音ミク、GUMI、鏡音レン                                         | EXIT TUNES                               | 2012年6月20日  |
| Casino!                                     | ゆちゃP feat.初音ミク・GUMI・巡音ルカ・鏡音リン                            | EXIT TUNES                               | 2012年6月20日  |
| 人畜無害                                    | さつき が てんこもり feat.初音ミク                                         | dmARTS                                   | 2012年6月27日  |
| I love Visualizm                            | マチゲリータ feat.初音ミク                                                 | ビクターエンタテインメント               | 2012年7月25日  |
| 初音ミク 5thバースデー ベスト 〜impacts〜   | オムニバス                                                                 | ドワンゴ・エージー・エンタテインメント   | 2012年8月1日   |
| Vocaloconnection                            | オムニバス                                                                 | EXIT TUNES                               | 2012年8月1日   |
| 星ノ少女ト幻奏楽土                          | cosMo@暴走P feat. 初音ミク・GUMI                                           | EXIT TUNES                               | 2012年8月15日  |
| 電脳旅団-サイバーブリゲイド-                | PolyphonicBranch                                                           | BinaryMixx Records                       | 2012年9月5日   |
| GUMing                                      | オムニバス                                                                 | EXIT TUNES                               | 2012年9月5日   |
| V love 25〜Desire〜                         | オムニバス                                                                 | BinaryMixx Records                       | 2012年9月19日  |
| GUMI ROCK                                   | オムニバス                                                                 | dmARTS                                   | 2012年9月26日  |
| ボカロ超ミックス39 feat. 初音ミク           | オムニバス                                                                 | EMI                                      | 2012年9月26日  |
| ELSWORD starring GUMI                       | オムニバス                                                                 | トイズファクトリー                       | 2012年10月3日  |
| VOCAROCK collection 4                       | オムニバス                                                                 | FARM RECORDS                             | 2012年11月28日 |
| POP★sTAR the VOCALOID                       | オムニバス                                                                 | VOCALOID RECORDS                         | 2012年12月19日 |
| V Love 25 〜Exclamation〜                   | オムニバス                                                                 | BinaryMixx Records                       | 2013年1月9日   |
| 天響ノ和樂                                  | オムニバス                                                                 | VOCALOID RECORDS                         | 2013年1月23日  |
| 透明エレジー                                | na-buna                                                                    | ドワンゴ・ユーザーエンタテインメント     | 2013年2月19日  |
| Vocalosensation                             | オムニバス                                                                 | EXIT TUNES                               | 2013年2月20日  |
| シンタイソクテイ                            | 40mP feat. 初音ミク、GUMI                                                  | EXIT TUNES                               | 2013年3月20日  |
| VOCALOID3 meets TRF                         | VRF                                                                        | avex trax                                | 2013年3月27日  |
| GUMitia                                     | オムニバス                                                                 | EXIT TUNES                               | 2013年4月3日   |
| 僕は初音ミクとキスをした                    | みきとP feat. 初音ミク                                                     | EXIT TUNES                               | 2013年4月17日  |
| V Love 25 〜Fortune〜                       | オムニバス                                                                 | BinaryMixx Records                       | 2013年4月24日  |

### ミュージックビデオ
| タイトル       | アーティスト | レーベル                     | リリース      | 販売形態 |
| -------------- | ------------ | ---------------------------- | ------------- | -------- |
| 100％GUMI宣言! | オムニバス   | エイベックス・マーケティング | 2013年3月14日 | DVD      |

### KarenTによる配信
以下は、クリプトン・フューチャー・メディアのレーベル「KarenT」により、iTunes Store、AmazonMP3、moraなどで、「メグッポイド」や「GUMI」の名前が明記された楽曲を収録し販売されているアルバム。
| タイトル                                                                                     | アーティスト                | リリース日     |
| -------------------------------------------------------------------------------------------- | --------------------------- | -------------- |
| 聖調ぶりる歌曲集                                                                             | ぶりる                      | 2009年9月23日  |
| てのひらの青                                                                                 | つるつる                    | 2010年4月7日   |
| チョコクロ♪                                                                                  | バルP                       | 2010年4月27日  |
| CORE-KrnT edit-                                                                              | otetsu                      | 2010年5月10日  |
| SHELL                                                                                        | otetsu                      | 2010年5月10日  |
| シンデレラスクール                                                                           | イトカワP                   | 2010年6月26日  |
| ぐみたん！                                                                                   | TOKOTOKO（西沢さんP）       | 2010年6月26日  |
| 恋のまみむめも作文♪                                                                          | MineK                       | 2010年6月26日  |
| Adu-lt-N-Collection                                                                          | project"EATA"               | 2010年6月26日  |
| 恋の特急みらくるメッセンジャー！                                                             | ぶりる                      | 2010年6月26日  |
| dolcissimo                                                                                   | フェイP                     | 2010年6月26日  |
| Marygold                                                                                     | buzzG                       | 2010年6月26日  |
| シャロケット                                                                                 | ミュムP                     | 2010年6月26日  |
| Holography                                                                                   | ダルビッシュP               | 2010年6月26日  |
| アイノヨロコビ                                                                               | takamatt                    | 2010年6月26日  |
| Rain Or Shine                                                                                | ep0d                        | 2010年6月26日  |
| BLUE DOOR                                                                                    | あルカP（M@SATOSHI）        | 2010年6月26日  |
| EVILS FOREST                                                                                 | mothy                       | 2010年8月10日  |
| retimer                                                                                      | なぎみそ                    | 2010年10月11日 |
| ロゼッタ E.P                                                                                 | monaca:factory              | 2010年10月22日 |
| 待ちぼうけサンセット                                                                         | 字も絵も下手っP             | 2010年11月2日  |
| Liberator 〜解放者〜                                                                         | いーえるP @ TinySymphony    | 2011年1月12日  |
| LENS                                                                                         | otetsu                      | 2011年1月17日  |
| Planet Dance                                                                                 | U-ji aka 霊長類P            | 2011年2月4日   |
| 泣き虫アンサンブル                                                                           | TOKOTOKO（西沢さんP）       | 2011年2月9日   |
| Alato minimo                                                                                 | フェイP                     | 2011年2月14日  |
| 涙色アルバム                                                                                 | フェイP                     | 2011年2月14日  |
| ブロッサムスパイス                                                                           | 家の裏でマンボウが死んでるP | 2011年2月18日  |
| おニューのかさぶた、ペットに食われろ                                                         | 家の裏でマンボウが死んでるP | 2011年3月16日  |
| 生温く真紅い歪な果実、 蜜を啜るのは飽きたから腐る前に残さず食べましょう。 仮に愛せなくても。 | otetsu                      | 2011年3月28日  |
| 火星にゆれる水声                                                                             | monaca:factoryP             | 2011年4月6日   |
| clocks                                                                                       | 虹原ぺぺろん                | 2011年5月30日  |
| Carnival                                                                                     | otetsu                      | 2011年6月13日  |
| タイガーラブズドラゴン                                                                       | 家の裏でマンボウが死んでるP | 2011年6月15日  |
| Re:                                                                                          | フェイP                     | 2011年6月15日  |
| LANA                                                                                         | emon                        | 2011年6月24日  |
| エンドレス                                                                                   | キャプテンミライ            | 2011年6月24日  |
| 十面相                                                                                       | YM                          | 2011年6月24日  |
| Till Tears Overflow EP                                                                       | Sevencolors                 | 2011年6月24日  |
| フユウガール（誕生日盤）                                                                     | acane_madder                | 2011年6月24日  |
| Run Away                                                                                     | Sevencolors                 | 2011年6月24日  |
| 雛逃げ                                                                                       | はんにゃG                   | 2011年6月24日  |
| sequence of love / もうそこにはない恋のうた                                                  | オレジナルP                 | 2011年6月24日  |
| たからばこ                                                                                   | X-Plorez                    | 2011年6月24日  |
| DRIVE TO THE MOON E.P.                                                                       | U-ji aka 霊長類P            | 2011年6月24日  |
| グルームリミット                                                                             | ぶりる                      | 2011年6月24日  |
| 誕生日、ペペロンチーノにやさしくされる                                                       | 家の裏でマンボウが死んでるP | 2011年6月24日  |
| 夜空にふたつ                                                                                 | koyori                      | 2011年6月24日  |
| Broken Arms                                                                                  | Myriad                      | 2011年6月24日  |
| ハイスクールDAYS                                                                             | U-ji aka 霊長類P            | 2011年6月24日  |
| BLUE VISION                                                                                  | あルカP（M@SATOSHI）        | 2011年6月24日  |
| Tired of the World                                                                           | YS                          | 2011年6月24日  |
| 星降る夜のこと                                                                               | バルP                       | 2011年6月24日  |
| 夕焼けスクリーン                                                                             | テラ小室P                   | 2011年6月24日  |
| 無限思索 DEEP SPACE MIX                                                                      | コワレミク                  | 2011年6月24日  |
| Maybe,誰よりも                                                                               | クヌースP                   | 2011年6月24日  |
| HEROINES ep                                                                                  | Caz                         | 2011年7月6日   |
| Four seasons                                                                                 | ROY                         | 2011年7月6日   |
| change of seasons-                                                                           | ミュムP                     | 2011年7月13日  |
| Electronic Circuits                                                                          | クヌースP                   | 2011年7月27日  |
| 黄昏ホリック                                                                                 | millstones                  | 2011年7月27日  |
| DigiStyling                                                                                  | Dios/シグナルP              | 2011年8月3日   |
| EVILS COURT                                                                                  | mothy                       | 2011年9月2日   |
| NUDE                                                                                         | otetsu                      | 2011年9月5日   |
| ノイジーラバーソウル                                                                         | Last Note.                  | 2011年9月14日  |
| おとぎ話                                                                                     | ゆちゃP                     | 2011年9月21日  |
| Trump                                                                                        | ゆちゃP                     | 2011年9月21日  |
| プロレマティック                                                                             | X-Plorez                    | 2011年11月30日 |
| Stardust                                                                                     | テラ小室P                   | 2011年12月9日  |
| イチクラリミックス集「スプートニク少年少女」                                                 | 市蔵／キャプテンミライ      | 2011年12月19日 |
| マーメイド                                                                                   | monaca:factory              | 2011年12月19日 |
| 彗星                                                                                         | monaca:factory              | 2011年12月19日 |
| 独我論 code:altered                                                                          | FAULHEIT                    | 2012年1月11日  |
| Dead Ball Project vol.5                                                                      | デッドボールP               | 2012年1月18日  |
| Repose                                                                                       | Sei-Peridot                 | 2012年1月25日  |
| 恋愛勇者                                                                                     | Last Note.                  | 2012年2月15日  |
| Muse                                                                                         | otetsu                      | 2012年2月27日  |
| redress                                                                                      | FAULHEIT                    | 2012年3月6日   |
| 一心不乱                                                                                     | 梅とら                      | 2012年3月23日  |
| スターマイン                                                                                 | Nem                         | 2012年3月29日  |
| 狭い部屋のアクアリウム                                                                       | サイト                      | 2012年3月29日  |
| UNDER                                                                                        | otetsu                      | 2012年5月1日   |
| カラココロ EP                                                                                | ELEGUMI TOKYO               | 2012年5月7日   |
| セツナトリップ                                                                               | Last Note.                  | 2012年5月23日  |
| VOCALO.ID                                                                                    | VOCALO.ID                   | 2012年5月23日  |
| イカサマライフゲイム                                                                         | kemu                        | 2012年6月26日  |
| 人生リセットボタン                                                                           | kemu                        | 2012年6月26日  |
| 逢魔が人世と化猫草紙                                                                         | koushirou                   | 2012年6月26日  |
| arachnoid                                                                                    | psycho                      | 2012年6月26日  |
| あじさい                                                                                     | U-ji aka 霊長類P            | 2012年6月26日  |
| 26時のラヴィラビ                                                                             | クヌースP                   | 2012年6月26日  |
| HAPPY COLOR GUMMY                                                                            | YS                          | 2012年6月26日  |
| 気になるあいつは怪獣少年                                                                     | 触媒ファントムガール        | 2012年6月26日  |
| 格子の心臓                                                                                   | TOKOTOKO（西沢さんP）       | 2012年6月26日  |
| さよならを聞かせてよ                                                                         | ぶりる                      | 2012年6月26日  |
| 風待ちハローワールド                                                                         | add9(ヘリP)                 | 2012年6月26日  |
| Casino!                                                                                      | ゆちゃP                     | 2012年7月4日   |
| aster                                                                                        | 骨盤P                       | 2012年8月1日   |
| レッド・シグナル101                                                                          | クヌースP                   | 2012年8月2日   |
| デッドラインサーカス                                                                         | Last Note.                  | 2012年8月29日  |
| ルートスフィア                                                                               | Last Note.                  | 2012年10月17日 |
| ショコラと隕石                                                                               | monaca:factory              | 2012年10月29日 |
| Sevencolors 1st mini album Infrared                                                          | Sevencolors                 | 2012年12月5日  |
| Sevencolors 2nd mini album apricot carol                                                     | Sevencolors                 | 2012年12月5日  |

### ゲーム

#### 単独主演作品
Megpoid the Music♯（パラフレ（アスガルド））
GUMIコンシューマソフト初主演。2013年3月28日にPlayStation Portable用ソフトとして発売。

#### ゲスト出演
以下、「GUMI」がキャラクターとして登場したものを記載。
ai sp@ce（ドワンゴ）
初音ミクとともに2010年9月7日よりアイテムを集めることでGUMIのコスプレ衣装との交換が可能なキャンペーンが開催された。
スカッとゴルフ パンヤ（ゲームポット）
2011年12月に期間限定アイテムとして、ゲーム内でキャラクターに着せることの出来るGUMIのコスチュームが販売されている。
初音ミク Project miraiシリーズ（セガ）
主に初音ミクなどクリプトン・フューチャー・メディア製VOCALOIDのねんどろいどモデルを元にした、ニンテンドー3DS用音楽ゲーム。
2012年3月8日発売の第一作『初音ミク and Future Stars Project mirai』では、唯一他社製VOCALOIDからのゲストとしてPV映像のみにGUMIが登場。発売当時はGUMIのねんどろいどが未発売だったため、GUMIのねんどろいどモデルは登場しなかった。
2013年11月28日発売の続編『初音ミク Project mirai 2』では、GUMIのねんどろいどが発売されたことを受け、ゲーム内にGUMIのねんどろいどモデルがゲストとして登場しているが他社ゲスト扱いのため、オープニング映像や『ぷよぷよ39!』の参戦キャラクターなどからは外れている。
太鼓の達人シリーズ（バンダイナムコゲームス）
2012年6月26日の「GUMI誕生祭2012」企画で、「マトリョシカ」「十面相」「モザイクロール」を収録、プレー中の背景キャラクター（踊り子）としてGUMIが登場するほか、和田どん・和田かつのGUMI衣装も収録する。以降も、GUMIを使用したライセンス曲が継続していくつか追加収録されているほか、「GUMI楽曲コンテスト」などで楽曲一般公募によるGUMIオリジナル曲の採用も行われている。
エルソード（NHN Japan）
2012年6月、7月に期間限定でゲーム内にGUMIが登場し、イベントでGUMIのアバターアイテムや、アクセサリーなどが配布。また、「“エルソード×GUMI”楽曲コンテスト」としてMegpoidを使用した「エルソードに合う」楽曲の募集が行われ、2012年10月にコンテストの優秀作品などを収録した「エルソード」のコンピレーションアルバム『ELSWORD starring GUMI』が発売された。
BEMANIシリーズ（コナミデジタルエンタテインメント）
SOUND VOLTEXシリーズ
2012年8月3日に『BOOTH』のアップデートより「天ノ弱」を収録、プレー中のジャケットの一部にGUMIのイラストが使われている。以降も、GUMIを使用したライセンス曲およびジャケットが継続していくつか追加収録されているほか、「GUMI楽曲＆アピールカードコンテスト」などで楽曲一般公募によるGUMIオリジナル曲の採用、一般公募によるGUMIのジャケットイラストやアピールカードイラストの収録も行われている。
REFLEC BEATシリーズ
2013年9月3日に『colette -Summer-』のアップデートより「セツナトリップ」「ラクガキスト」を収録、プレー中のジャケットにGUMIのイラストが使われている。
なお、これより以前にiOSアプリ『REFLEC BEAT plus』などで『Megpoid』を使用した曲は既に収録されていたが、そちらはGUMIの名前および姿が伏せられていたため、「GUMI」としてはアーケード版『colette』が初登場となる。
pop'n musicシリーズ
2013年9月19日に『Sunny Park』のアップデートより「十面相」「セツナトリップ」「天ノ弱」および『SOUND VOLTEX』シリーズからのGUMIオリジナル採用曲を収録、プレー中のジャケットおよび楽曲の担当キャラクターとしてGUMIが登場している（プレイヤーキャラクターとしての使用は不可）。以降も、「恋愛勇者」などGUMIを使用したライセンス曲が収録されている。
GITADORA GuitarFreaks&DrumManiaシリーズ
2013年9月25日に『GITADORA』のアップデートにより、『SOUND VOLTEX』シリーズからのGUMIオリジナル採用曲を収録、プレー中のジャケットの一部にGUMIのイラストが使われている。以降も、「セツナトリップ」などGUMIを使用したライセンス曲や楽曲ムービーが収録されている。
ミライダガッキシリーズ
2013年10月10日のアップデートにより「いーあるふぁんくらぶ」「セツナトリップ」「過食性:アイドル症候群」を収録、プレー中のプレイヤー映像にGUMIのお面が付くようになっている。以降も、「非公開日誌」などGUMIを使用したライセンス曲や楽曲ムービーが収録されている。
jubeatシリーズ
2013年12月2日に『jubeat saucer』のアップデートにより、「いーあるふぁんくらぶ」「セツナトリップ」「天ノ弱」を収録、プレー中のジャケットの一部にGUMIのイラストが使われている。ただし、プレイするには「スミスゼミナール」で条件を満たす必要がある。
なお、これより以前にiOS・Androidアプリ『jubeat plus』などで『Megpoid』を使用した曲は既に収録されていたが、そちらはGUMIの名前および姿が伏せられていたため、「GUMI」としてはアーケード版『saucer』が初登場となる。
Dance Dance Revolutionシリーズ
2014年6月19日に『DanceDanceRevolution (2014)』のアップデートにより、「セツナトリップ」「ラクガキスト」を収録、プレー中のジャケットや楽曲ムービーにGUMIのイラストが使われている。以降も、後述するようなGUMIを使用したライセンス曲や楽曲ムービーが収録されている。
beatmania IIDXシリーズ
2014年6月26日に『beatmania IIDX 21 SPADA』のアップデートにより、GUMI生誕5周年を記念したBEMANIシリーズのイベント「GUMI 5th Anniversary party Presented by BEMANI」にて、書き下ろし楽曲である「幻想系世界修復少女」「バンブーソード・ガール」「Idola」を収録、プレー中の楽曲ムービーにGUMIのイラストが使われている。
これらの楽曲は、上記のBEMANIシリーズである『jubeat saucer fulfill』『REFLEC BEAT groovin'!!』『DanceDanceRevolution (2014)』『GITADORA OverDrive』『SOUND VOLTEX II -infinite infection-』『pop'n music ラピストリア』『ポップンリズミン』と同時収録となっており、それぞれの機種でGUMIにちなんだイベントが同時開催された。
BeatStreamシリーズ
2014年7月17日の稼働時より、「マネマネサイコトロピック」「セツナトリップ」「ラクガキスト」などを収録、プレー中のジャケットや楽曲ムービーにGUMIのイラストが使われている。以降も、GUMIを使用したライセンス曲や楽曲ムービーが収録されている。

### 関連書籍

#### 小説
「悪ノ娘」シリーズ・「悪ノ大罪」シリーズ（著：悪ノP（mothy）、出版：PHP研究所）
mothy_悪ノPが手掛ける七つの大罪をモチーフにした「悪ノ大罪シリーズ」の各楽曲を原作として、ボカロ小説の先駆ともされる。小説においてもMegpoidをモチーフとする人物は各作品に登場するが、代表例は「グーミリア」である。両シリーズを併せて2010年から2017年に発売され、全12巻。
上記以外にも、「悪ノ大罪」シリーズ第7作目の小説『悪ノ罪 ネメシスの銃口』では、Megpoidが用いられた「憤怒」にあたる楽曲「ネメシスの銃口」を原作とし、同作品の主要人物「ネメシス＝スドウ」のモチーフともなった。
桜ノ雨、Fire◎Flower（原作・原案：halyosy、著：藤田遼、スタジオ・ハードデラックス、出版：PHP研究所）
halyosy（森晴義）が初音ミクを用いて発表した曲「桜ノ雨」の小説化。Megpoidをモデルにしたキャラクター「めぐ」が登場する。第1作が2012年3月に発売。2作目となる僕らが巡り逢えた奇跡が2013年3月、3作目となる僕らはここで逢おうが2014年3月に発売。スピンオフのFire◎Flower:十人十色に輝いた日々が2013年8月、Fire◎Flower 君を好きでいられて良かったが2015年3月に発売された。
秘蜜〜黒の誓い〜（作：ひとしずくP、出版：PHP研究所）
ひとしずくPが鏡音リン・レンを用いて発表した曲「秘蜜〜黒の誓い〜」の小説化。GUMIをモデルにしたキャラクター「グミ」が登場する。2012年9月に発売。
十面相（原作：YM、作：鷹村コージ、出版：一迅社）
YMがmegpoidを用いて発表した曲「十面相」の小説化。GUMIをモデルにしたキャラクターが登場する。2013年8月に発売。
Bad∞End∞Night（著：ひとしずくP、出版：一迅社）
ひとしずくPが初音ミク・鏡音リン・鏡音レン・巡音ルカ・KAITO・MEIKO・GUMI・神威がくぽを用いて発表された楽曲「Bad ∞ End ∞ Night」を元にした小説。GUMIをモデルにしたキャラクターが登場する。2014年11月発売。野崎つばたの作画で2014年12月から『ゼロサムオンライン』にて漫画版の「Bad∞End∞Night〜インセイン・パーティー〜」が連載された。
嗚呼、素晴らしきニャン生（著：Nem、出版：一迅社）
NemがGUMI・鏡音レンを用いて発表した楽曲「嗚呼、素晴らしきニャン生」の小説化。Megpoidをモデルにしたキャラクター「スフェン」が登場する。2015年3月発売。
弱虫モンブラン（原曲：DECO*27、著：櫻川さなぎ、監修：株式会社インターネット、出版：KADOKAWA/アスキー・メディアワークス）
DECO*27がGUMIを用いて発表した楽曲「弱虫モンブラン」の小説化。GUMIをモデルにしたキャラクター「つぐみ」が登場する。2016年3月発売。
ミスルトウ（箸：ひとしずくP、出版社：booklista（電子書籍）・一迅社）
ひとしずくPとやま△が鏡音リン・レンを用いて発表された楽曲「ミスルトウ～魂の宿り木～」「ミスルトウ～転生の宿り木～」を元にした小説。Megpoidをモデルにしたキャラクターが登場する。楽曲を収録したアルバムCDの初回限定ノベル同梱盤に付属した小説だったが、後に電子書籍として単独で2016年2月に発売、これの続編が紙媒体で2016年3月発売。
Music Wizard of OZ（原作：OSTER project、著：狐塚冬里、出版：PHP研究所）
OSTER projectが初音ミクAppend・KAITO V3・巡音ルカ・鏡音リンAppend・鏡音レンAppend・GUMI V3・MEIKOを用いて発表した楽曲「Music Wizard of OZ」を元にした小説。GUMIをモデルにしたキャラクターが登場する。2016年11月に発売。

#### 漫画
GUMI from Vocaloid（漫画：鉄田猿児、監修：株式会社インターネット、出版：講談社）
3D表示機能と意思を持つ学習機能付AIの改良型GUMIがキャラクターとして登場する漫画。「月刊少年ライバル」連載、単行本全3巻。
1. 2013年9月4日発売。ISBN 978-4063802849
2. 2013年12月27日発売。ISBN 978-4063802849
3. 2014年4月4日発売。ISBN 978-4063813135

モザイクロール（原案：DECO*27、漫画：akka、監修：株式会社インターネット、出版：KADOKAWA/アスキー・メディアワークス）
DECO*27がMegpoidを用いて発表した曲「モザイクロール」の漫画化。GUMIをモデルにしたキャラクター「中城愛望」が登場する。「COMIC@LOID」連載、単行本全2巻。レイ・ブラウニーの著により小説化されており、KADOKAWA/アスキー・メディアワークスより発売された。
1. 上　2014年1月27日発売、ISBN 978-4048662437
2. 下　2015年2月27日発売。ISBN 978-4048691062

シリョクケンサ（原案：40mP、漫画：たま、ストーリー構成：シャノ、監修：株式会社インターネット、出版：KADOKAWA アスキー・メディアワークス）
40mPがMegpoidを用いて発表した曲「シリョクケンサ」の漫画化。GUMIをモデルにしたキャラクター「めぐみ」が登場する。「COMIC@LOID」連載、全3巻。ストーリー構成を担当したシャノの著により小説化されており、KADOKAWA/アスキー・メディアワークスより発売された。
1. 2014年1月27日発売。ISBN 978-4048662444
2. 2015年3月27日発売。ISBN 978-4048692878
3. 2016年3月26日発売。ISBN 978-4048658348

ボカロコミックSELECTION GUMIcs BEST（編集：COMIC@LOID編集部、監修：株式会社インターネット、出版：KADOKAWA アスキー・メディアワークス）
Megpoidを用いて発表された曲「セツナトリップ」「弱虫モンブラン」「キリトリセン」「会いたい」「ポーカーフェイス」「恋愛勇者」のアンソロジー。
2014年2月27日発売。ISBN 978-4048663533
メグメグ☆シンガーソングファイター（漫画：CAFFEIN、監修：株式会社インターネット、出版：KADOKAWA アスキー・メディアワークス）
GUMIをモデルにしたキャラクター「めぐみ（GUMI）」が登場する。「COMIC@LOID」連載。
2014年3月27日発売。ISBN 978-4048663526
いーあるふぁんくらぶ（原案：みきとP、漫画：黒渕かしこ、監修：ヨリ（横槍メンゴ）、出版：一迅社）
Megpoid・鏡音リンを用いて発表された曲「いーあるふぁんくらぶ」の漫画化。GUMIをモデルにしたキャラクター「グミ」が登場する。「月刊ComicREX」連載。御門智の著により小説化されており、同じく一迅社より発売された。
1. 2014年5月27日発売。ISBN 978-4758064408 / 特装版　ISBN 978-4758064415
2. 2014年12月27日発売。ISBN 978-4758064873
3. 2015年5月27日発売。ISBN 978-4758065108

#### 画集・ファンブック
GUMI GRAPHIXXX（出版：ビー・エヌ・エヌ新社）
総勢39名のイラストレーター・漫画家・クリエイターによるGUMI公式画集。公式設定資料、デザインラフ、パッケージ・ジャケット・MVイラストの数々を一挙掲載。2014年2月発売。
Megpoid公式ファンブック~GUMIの軌跡~（出版：ワニブックス）
Megpoid初の公式ファンブック。2014年3月発売。

### その他
『Crosslight』
GUMIのキャラクターデザインを手がけたゆうきと、kz（livetune）とのコラボレーションアルバム。kzによるVOCALOIDを用いた楽曲により、ゆうきが手がけたオリジナルストーリーを表現したもので、物語中にはイメージキャラクターのGUMIが生身のアイドルの役柄で登場する。Megpoidを用いた楽曲も収録されている。
Dance×Mixer
PV製作支援ソフト「Dance×Mixer」の追加ダウンロードコンテンツとして、2009年9月10日よりイメージキャラクターGUMIのモデルの配信が行われている。
コインガチャ
Mobageのモーションアバター衣装が入手できるコインガチャが2013年8月21日に登場した。『コインガチャ GUMI＆がくぽ』としてGUMI、がくぽ、Lily、CULの4キャラクターの衣装が用意されている。
みんなのうた
NHKの音楽番組「みんなのうた」で、2013年8月・9月のオンエア楽曲としてMegpoidをボーカルに用いた40mP feat. GUMIの曲「少年と魔法のロボット」が選出された。人間の声以外で歌われた曲として番組史上初となった。
大阪市交通局
平成27年7月17日に行われた「歩きスマホは危険です！」キャンペーンのイメージキャラクターとして起用。